# Tachybaptus dominicus
O Tachybaptus dominicus, comummente conhecido como mergulhãozinho, é uma espécie de ave da família Podicipedidae. Ocorre do sudoeste dos Estados Unidos e México ao Chile e Argentina, sendo também encontrado em Trinidad e Tobago, Bahamas e Grandes Antilhas.

## Nomes comuns
Além de ser conhecido como «mergulhãozinho», nome preferencial nas nomenclaturas portuguesa e brasileira, também é conhecido como  mergulhão-pequeno, nome comum que partilha com a espécie Tachybaptus ruficollis.

### Etimologia
Quanto ao nome científico desta espécie:
- O nome genérico, Tachybaptus , provém da aglutinação dos étimos gregos antigos, ταχύς (Taquis)[4], que significa «rápido», e βαπτω (bapto)[5], que significa «mergulho».

- O epíteto específico, dominicus, provém do latim e significa «de Deus; do Senhor».[6]

## Descrição

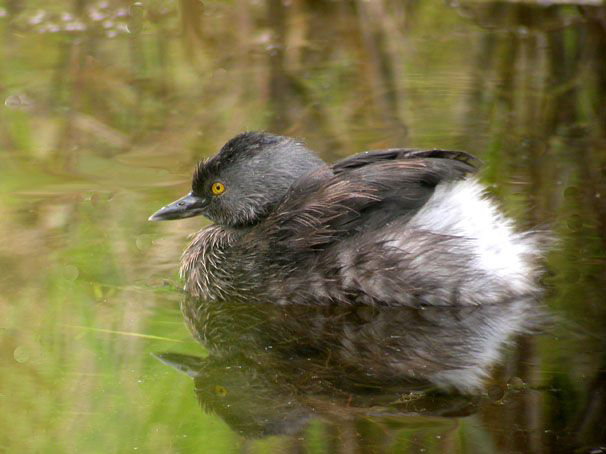
Plumagem reprodutiva

O mergulhãozinho varia em comprimento de 21 a 27 centímetros (dependendo da subespécie) e em peso de 112 a 180 gramas. Os pesos variam dependendo da região e da subespécie, sendo menores no Panamá, onde os machos pesam em média 129 gramas contra as 116 gramas das fêmeas, e maior nas Índias Ocidentais, onde os sexos pesam em média 161 e 133 gramas  respectivamente. No Texas, o tamanho é intermediário em 139 e 122 gramas. Mesmo nas subespécies maiores, o mergulhãozinho ainda é menor e mais leve do que qualquer outra espécie de mergulhão. Como todos os mergulhões, suas pernas são colocadas bem para trás em seu corpo e ele não consegue andar bem, embora seja um excelente nadador e mergulhador. Pequeno e rechonchudo, com um bico pontiagudo bastante curto e olhos amarelos brilhantes, ele geralmente parece bastante escuro.

## Taxonomia
Existem cinco subespécies reconhecidas de mergulhãozinho, separadas principalmente por tamanho e cor.
- T. d. brachypterus - (Chapman, 1899) : é encontrado do sul do Texas e do México ao sul do Panamá.
- T. d. bangsi - (van Rossem & Hachisuka, 1937) : restringe-se ao sul da Baja California, México. É a menor e mais pálida das subespécies.
- T. d. dominicus - (Linnaeus, 1766) : é encontrado no norte do Caribe, incluindo Bahamas, Grandes Antilhas e Ilhas Virgens .
- T. d. brachyrhynchus ou T. d. speciosus - (Chapman, 1899) : é encontrado na América do Sul, desde a Colômbia, Venezuela, do sul de Trinidad e Tobago ao norte da Argentina e sul do Brasil .
- T. d. eisenmanni - Storer & Getty, 1985 : restringe-se às planícies do oeste do Equador. Esta subespécie não é reconhecida por todas as autoridades.

Seu nome de gênero, Tachybaptus, é uma combinação de duas palavras gregas - takhus, que significa rápido, e baptos, que significa mergulhar ou afundar. O nome específico dominicus refere-se à ilha caribenha de Hispaniola, anteriormente conhecida como Santo Domingo. É o único membro de seu gênero encontrado no Novo Mundo; os quatro outros membros do gênero Tachybaptus residem no Velho Mundo e na Australásia.

## Habitat e extensão
Os mergulhõezinhos são encontrados em uma ampla variedade de habitats de pântanos, incluindo lagoas de água doce, lagos e pântanos, riachos e rios de fluxo lento, valas à beira de estradas e pântanos de mangue. Em geral, preferem corpos d'água com significativa cobertura vegetal, principalmente nas bordas; eles usam até zonas úmidas que estejam quase completamente cobertas de mato. Eles também podem escolher pequenos corpos de água temporários para se reproduzir, em um esforço para evitar a predação de seus filhotes por peixes grandes.

## Comportamento
Na maior parte do ano, os mergulhõezinhos são encontrados sozinhos ou em pares; no entanto, quando não estão se reproduzindo, às vezes se reúnem em bandos de 20 ou mais.

### Dieta
O mergulhãozinho come uma variedade de seres aquáticos, incluindo pequenos peixes, crustáceos, sapos e insetos aquáticos. Como todos os mergulhões, ele persegue grande parte de suas presas debaixo d'água. Durante as sessões de alimentação ativa, ele passa uma média de 12,5 segundos abaixo da superfície em cada mergulho, com pausas na superfície variando de 2 a 24 segundos.

### Reprodução
Os mergulhõezinhos se reproduzem ao longo do ano inteiro. Os que estão nos trópicos tendem a se reproduzir durante a estação das chuvas, e ninhos ativos foram encontrados em todos os meses do ano no Texas. Cada par constrói um ninho flutuante compacto de vegetação ancorado em plantas enraizadas em águas calmas, com uma profundidade de até um metro e meio. A fêmea põe de três a seis ovos brancos, embora o material úmido do ninho logo os manche de marrom. Ambos os adultos incubam os ovos, que eclodem após 21 dias. Os filhotes listrados às vezes são carregados nas costas do adulto.

## Ameaças
O mergulhãozinho, embora seja uma espécie pouco preocupante, possuí uma série de predadores, especialmente no início da vida. Relata-se que grandes espécies de peixes e tartarugas pegam mergulhõezinhos jovens, e aves de rapina comedoras de pássaros, incluindo o cauré e a águia-real, foram observados pegando pássaros adultos.